# Inge
Inge – germańskie imię męskie, odpowiednik żeńskiego imienia Inga.

## Władcy o imieniu Inge
- Inge I Starszy – król Szwecji ok. 1070/1080–1112
- Inge II Młodszy – król Szwecji ok. 1118– ok. 1120
- Inge I Garbaty – król Norwegii 1136–1161
- Inge II Baardsson – król Norwegii 1204–1217